# يوشيكازو كاواجوتشي
يوشيكازو كاواجوتشي (باليابانية: 川口由一؛ بالكانا: かわぐち よしかず) هو فلاح ومؤلف ياباني، ولد في 1939 في اليابان.